# Mallobathra sphyrota
Mallobathra sphyrota är en fjärilsart som beskrevs av Edward Meyrick 1917. Mallobathra sphyrota ingår i släktet Mallobathra och familjen säckspinnare. Inga underarter finns listade i Catalogue of Life.